# 6 Ore di Pergusa

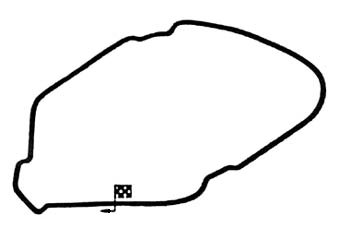
Circuito di Pergusa

La 6 Ore di Pergusa è stata una corsa automobilistica di velocità in circuito.

## Albo d'oro
Dati relativi al solo Campionato del mondo sportprototipi.
| Anno | Nome                              | Piloti                         | Vettura      | Resoconto |
| ---- | --------------------------------- | ------------------------------ | ------------ | --------- |
| 1962 | Coppa Città di Enna               | PAM Giancarlo Scotti           | Fiat Abarth  | Resoconto |
| 1963 | Coppa Città di Enna               | Tiger                          | Fiat Abarth  | Resoconto |
| 1964 | Coppa di Città Enna               | Hans Herrmann                  | Abarth SIMCA | Resoconto |
| 1965 | Coppa Città di Enna               | Mario Casoni                   | Ferrari      | Resoconto |
| 1966 | Coppa Cittá di Enna               | PAM                            | Ferrari      | Resoconto |
| 1967 | Coppa Città di Enna               | Nino Vaccarella                | Ford         | Resoconto |
| 1975 | 1000 km di Pergusa - Coppa Florio | Arturo Merzario Jochen Mass    | Alfa Romeo   | Resoconto |
| 1979 | 6 Ore di Pergusa - Coppa Florio   | Lella Lombardi Enrico Grimaldi | Osella       | Resoconto |
| 1981 | 6 Ore di Pergusa - Coppa Florio   | Emilio de Villota Guy Edwards  | Lola         | Resoconto |